# Nassarius polygonatus
Nassarius polygonatus är en snäckart som först beskrevs av Jean-Baptiste Lamarck 1822.  Nassarius polygonatus ingår i släktet nätsnäckor, och familjen Nassariidae. Inga underarter finns listade i Catalogue of Life.